# 唐朝豪放女
《唐朝豪放女》（英語：An Amorous Woman of Tang Dynasty），是1984年上映的一部香港古装艷情片，由方令正執導，夏文汐、万梓良、张国柱、林凱玲、潘震偉主演，其中演員李文標為首部參演三級片，故事主題圍繞晚唐女诗人鱼玄机的故事；在電影分級制度下為香港三級片。本片是香港新浪潮的代表作之一，入圍第21屆金馬獎及第4屆香港電影金像獎共八項提名，最終榮獲金馬獎最佳美術設計大獎。
電影在香港上映前被電檢單位要求修剪，賣座4百多萬港幣。其後於中秋節檔期在台灣上映，與夏文汐主演的另一部電影《殺夫》自打對台，結果雙雙獲得大賣，票房分居前兩名。《唐朝豪放女》僅在台北市票房即有1,800萬台幣，最終獲得該年度華人電影全台賣座的第9名。

## 劇情
唐朝奇女子魚玄機（夏文汐 飾）十七歲時帶著婢女綠翹（林凱玲 飾）棄俗從道，在道觀中她見盡了種種的假脫俗，而更嚮往追逐真性情。一天，魚玄機於寒江野浴時遇上了遊俠崔博侯（萬梓良 飾），二人共浴愛河。崔博侯的不辭而別令魚玄機深受情傷，便與婢女綠翹互相慰藉。由於同性之情難為道觀所容，於是選擇投身煙花柳巷，為自己的身體作主。後來魚玄機殺死了想贖身回家的綠翹，在法場之上，重遇前來相救的崔博侯。

## 演員
- 夏文汐 飾 魚幼薇／魚玄機
- 萬梓良 飾 崔博侯
- 張國柱 飾 歐陽鑄劍
- 谷峰 飾 李郎
- 林凱玲 飾 侍婢綠翹
- 潘震偉 飾 永道士
- 韋基舜 飾 李商隱
- 江濤 飾 溫庭筠
- 黃樹棠 飾 孔孟武
- 徐桂香 飾 宋華陽
- 鄭君綿 飾 伶倌

## 獎項
| 年份 | 頒獎典禮            | 獎項         | 獲提名         | 結果 |
| ---- | ------------------- | ------------ | -------------- | ---- |
| 1984 | 第21屆金馬獎        | 最佳女配角   | 林凱玲         | 提名 |
| 1984 | 第21屆金馬獎        | 最佳美術設計 | 陳景森、鄺廣賢 | 獲獎 |
| 1984 | 第21屆金馬獎        | 最佳服裝設計 | 劉季友         | 提名 |
| 1984 | 第21屆金馬獎        | 最佳原著音樂 | 沈聖德         | 提名 |
| 1985 | 第4屆香港電影金像獎 | 最佳男配角   | 張國柱         | 提名 |
| 1985 | 第4屆香港電影金像獎 | 最佳女配角   | 林凱玲         | 提名 |
| 1985 | 第4屆香港電影金像獎 | 最佳美術指導 | 李景文         | 提名 |
| 1985 | 第4屆香港電影金像獎 | 最佳音樂     | 沈聖德         | 提名 |

## 外部連結
- 香港影庫上《唐朝豪放女》的資料（繁體中文）
- 開眼電影網上《唐朝豪放女》的資料（繁體中文）
- 时光网上《唐朝豪放女》的資料（简体中文）
- 互联网电影数据库（IMDb）上《唐朝豪放女》的资料（英文）
- 爛番茄上《唐朝豪放女》的資料（英文）
- AllMovie上《唐朝豪放女》的资料（英文）